# Янино (Тверская область)
Янино — деревня в Кимрском районе Тверской области. Входит в состав Ильинского сельского поселения.

## География
Находится в юго-восточной части Тверской области на расстоянии приблизительно 18 км на северо-запад по прямой от районного центра города Кимры в левобережной части района.

## История
Известна была с 1628 года как деревня с 2 дворами, владение братьев Лихачевых. В 1780-х годах 3 двора, в 1806 — 23. В 1859 году здесь (деревня Корчевского уезда Тверской губернии) было учтено 26 дворов, в 1887 — 38.

## Население
Численность населения: 10 человек (1780-е годы), 109 (1806), 160 (1859 год), 223 (1887), 7 (русские 100 %) 2002 году, 7 в 2010.